# The Arabian Posse
The Arabian Posse bleu ou TAP Boyz est un gang de rue d'origine arabo-américain créé à Chicago  (Illinois) en 1992. Il fut formé pour protéger les arabo-américains (principalement palestino-américains), dont des étudiants, d'être victimes d'agressions et du sentiment anti-arabe qui découlait de la récente guerre du Golfe.
Dans la région de Chicago, The TAP Boyz opérèrent principalement dans les zones périurbaines sud. Les couleurs du gang sont le rouge et le blanc et son symbole est une étoile à quatre branches.

## Territoire desTAP Boyz

### Région de Chicago
- Bridgeview
- Burbank
- Cicero
- Justice